# Zygadenia tripartitus
Zygadenia tripartitus is een keversoort uit de familie Ommatidae. De wetenschappelijke naam van de soort is voor het eerst geldig gepubliceerd in 1888 door Oppenheim.